# Michail Nikolajewitsch Murawjow

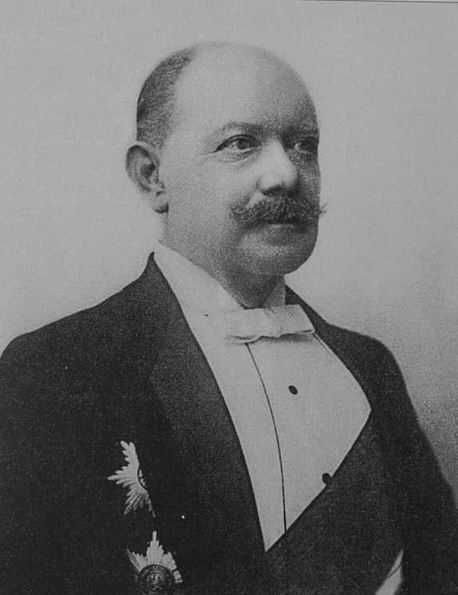
Michail Murawjow

Michail Nikolajewitsch Murawjow, russisch Михаил Николаевич Муравьёв (* 19. April 1845 in Hrodna, Russisches Kaiserreich; † 21. Juni 1900 in Sankt Petersburg) war ein russischer Diplomat und Politiker.
Michail Nikolajewitsch Graf Murawjow war ein Enkel von Michail Nikolajewitsch Murawjow-Wilenski und Sohn des Gouverneurs von Hrodna. Nach seiner wissenschaftlichen Ausbildung, die er zum Teil in Heidelberg absolvierte, trat er 1864 in den diplomatischen Dienst ein, wurde 1880 Botschaftssekretär in Paris, 1885 Botschaftsrat in Berlin und 1893 Gesandter in Dänemark. 1896 wurde er Außenminister.
Murawjow war ein Befürworter einer russischen Expansion in die Mandschurei. Im März 1898 traf er mit dem Kaiserreich China die Vereinbarung, die Halbinsel Liaodong mit den Häfen Port Arthur und Dalian für 25 Jahre an das Russische Kaiserreich zu verpachten. Dadurch verschärften sich die Konflikte mit Großbritannien und Japan. Mit Großbritannien konnte er im April 1899 eine Vereinbarung über die Einflusszonen in China erzielen. Auf Anordnung von Zar Nikolaus II. warb er für eine Abrüstungskonferenz in Den Haag (Mai–Juli 1899) und verfasste das als Zarenmanifest bekannt gewordene Aufforderungsschreiben an die einzuladenden Staaten. Die Eskalation im Konflikt mit Japan, die 1904 zum Russisch-Japanischen Krieg führte, konnte er nicht mehr aufhalten.